# Kutu
Kutu este un oraș în  provincia Bandundu, Republica Democrată Congo. În 2012 avea o populație de 38 948 de locuitori, iar în 2004 avea 32 381.